# Ukraińskie Towarzystwo Historyczne w Polsce
Ukraińskie Towarzystwo Historyczne w Polsce – stowarzyszenie zrzeszające historyków pochodzenia ukraińskiego z siedzibą w Warszawie. Ukraińskie Towarzystwo Historyczne w Polsce jest organizacją wspierającą Związek Ukraińców w Polsce. Logo Towarzystwa przedstawia stylizowanego gryfa wpisanego w koło z napisami Ukraińskie Towarzystwo Historyczne w Polsce i Українське історичне товариство у Польщі. Wzorem dla logotypu Towarzystwa stał się oryginalny wizerunek gryfa widniejący na parze kołtów (ozdoby nakryć głów ruskich arystokratek).

## Działalność
Zjazd Założycielski Towarzystwa odbył się latem 2004 r. Efektem dotychczasowych działań Towarzystwa była organizacja i współorganizacja kilku sesji naukowych, m.in. we Wrocławiu oraz Legnicy w 2007 r. (obie poświęcone 60 rocznicy akcji „Wisła”), Białym Borze, Warszawie, Przemyślu. Ukraińskie Towarzystwo Historyczne w Polsce współorganizowało ponadto konferencje z cyklu „Łemkowie – Bojkowie – Rusini”. Na przełomie 2008 i 2009 r. we Wrocławiu, Zielonej Górze i Słupsku prowadzone były wykłady w ramach „Uniwersytetu Otwartego”.
Z logo Towarzystwa ukazały się dotąd praca Romana Szagały i Andrzeja Krzywuckiego Aksmanice. Wieś w parafii kłokowickiej w powiecie przemyskim (Warszawa 2008) oraz Romana Drozda i Bohdana Halczaka Dzieje Ukraińców w Polsce w latach 1921–1989 (Zielona Góra–Słupsk 2010). W latach 2011–2013 ukazały się trzy numery czasopisma Towarzystwa pt. Litopys. W 2020 i 2021 r. we współpracy z Wydawnictwem Naukowym Akademii Pomorskiej w Słupsku opublikowano dwa tomy książki Ukraińcy i ich sąsiedzi na przestrzeni wieków, pod red. R. Drozda, B. Halczaka.
W latach 2015–2018 Towarzystwo podjęło inicjatywy w zakresie upamiętnienia żołnierzy Ukraińskiej Republiki Ludowej, którzy w 1920 r. walczyli w obronie Rzeczypospolitej, m.in. gen. Marka Bezruczki. Złożono również w IPN szereg zawiadomień w sprawie możliwości popełnienia przestępstw na obywatelach polskich narodowości ukraińskiej w latach 1944–1947. Podjęto starania o stworzenie Państwowego Rejestru Ofiar tzw. konfliktu polsko-ukraińskiego w latach 40.

## Władze
Pierwszym przewodniczącym Ukraińskiego Towarzystwa Historycznego w Polsce był prof. dr hab. Rościsław Żerelik. Od 2008 r. pracami Towarzystwa kieruje prof. dr hab. Roman Drozd.